# Estat Major de l'Aire i de l'Espai (Espanya)
L'Estat Major de l'Aire i de l'Espai d'Espanya és el grup d'oficials de l'Exèrcit de l'Aire i de l'Espai d'Espanya que compleixen tasques d'organització, operacions i logística.

## Història
Va ser creat al setembre de 1939, en organitzar-se el ministeri de l'Aire per Decret d'1 de setembre i les funcions pròpies de cadascuna de les seves seccions van ser fixades per Llei de 12 de juliol de 1940 (art. 3). En desaparèixer el ministeri de l'Aire en 1977, va quedar automàtica lligat al nou Ministeri de Defensa que va succeir a l'anterior. És l'òrgan encarregat de proporcionar assistència immediata al Ministre quant a organització, operacions i logística.
Les principals funcions són:
- L'estudi, preparació i execució dels plans concernents a la guerra aèria; organització i preparació de la força aèria
- Organització de la defensa antiaèria
- Preparació de reglaments, normes i instruccions
- Preparació i adreça de les maniobres i exercicis de l'Exèrcit de l'Aire i de l'Espai.
- Directrius d'organització de l'Exèrcit de l'Aire i de l'Espai (reclutament, ascensos, règim de personal, etc.)
- Directrius per als programes i coordinació de l'ensenyament a les diferents escoles de l'Exèrcit de l'Aire i de l'Espai
- Programes de necessitats de material i infraestructures, etc.

## Cap d'Estat Major de l'Aire i de l'Espai
- Prefectura de l'Estat Major de l'Aire i de l'Espai